# Natação no Campeonato Mundial de Esportes Aquáticos de 2019 - 200 m peito masculino
A prova dos 200 metros peito masculino da natação no Campeonato Mundial de Esportes Aquáticos de 2019 ocorreu nos dias 25 de julho e 26 de julho, em Gwangju, na Coreia do Sul. 

## Recordes
Antes desta competição, os recordes mundiais e do campeonato nesta prova eram os seguintes:
| Tipo                  | Atleta         | Tempo   | Local     | Data                  |
| --------------------- | -------------- | ------- | --------- | --------------------- |
|                       | Ippei Watanabe | 2:06.67 | Tóquio    | 29 de janeiro de 2017 |
| Recorde do campeonato | Anton Chupkov  | 2:06.96 | Budapeste | 24 de julho de 2017   |

Os seguintes novos recordes foram estabelecidos durante esta competição. 
| Data        | Prova       | Nadador        | Nacionalidade | Tempo   | Recordes              |
| ----------- | ----------- | -------------- | ------------- | ------- | --------------------- |
| 25 de julho | Semifinal 1 | Anton Chupkov  | Rússia        | 2:06.83 | Recorde do campeonato |
| 25 de julho | Semifinal 2 | Matthew Wilson | Austrália     | 2:06.67 | = ,                   |
| 26 de julho | Final       | Anton Chupkov  | Rússia        | 2:06.12 | ,                     |

## Medalhistas
| Ouro                | Prata                | Bronze               |
| Anton Chupkov (RUS) | Matthew Wilson (AUS) | Ippei Watanabe (JPN) |

## Cronograma
Todos os horários são locais (UTC+9). 
| Data        | Hora  | Evento        |
| ----------- | ----- | ------------- |
| 25 de julho | 11:08 | Eliminatórias |
| 25 de julho | 20:44 | Semifinal     |
| 26 de julho | 21:26 | Final         |

## Resultados

### Eliminatórias
Esses foram os resultados das eliminatórias. Foram realizadas no dia 25 de julho com início às 11:08. 
| Pos. | Bateria | Raia | Nadador              | Nacionalidade                   | Tempo   | Notas            |
| ---- | ------- | ---- | -------------------- | ------------------------------- | ------- | ---------------- |
| 1    | 4       | 4    | Matthew Wilson       | Austrália                       | 2:07.29 | Q                |
| 2    | 6       | 4    | Anton Chupkov        | Rússia                          | 2:08.22 | Q                |
| 3    | 5       | 3    | Marco Koch           | Alemanha                        | 2:08.70 | Q                |
| 4    | 4       | 2    | Erik Persson         | Suécia                          | 2:08.87 | Q                |
| 5    | 4       | 5    | Zac Stubblety-Cook   | Austrália                       | 2:09.05 | Q                |
| 5    | 6       | 3    | Ross Murdoch         | Reino Unido                     | 2:09.05 | Q                |
| 7    | 5       | 2    | Arno Kamminga        | Países Baixos                   | 2:09.39 | Q                |
| 8    | 6       | 6    | Andrew Wilson        | Estados Unidos                  | 2:09.61 | Q                |
| 9    | 5       | 4    | Ippei Watanabe       | Japão                           | 2:09.68 | Q                |
| 9    | 6       | 5    | Josh Prenot          | Estados Unidos                  | 2:09.68 | Q                |
| 11   | 6       | 7    | Dmitriy Balandin     | Cazaquistão                     | 2:09.72 | Q                |
| 12   | 4       | 3    | Qin Haiyang          | China                           | 2:09.86 | Q                |
| 13   | 5       | 5    | James Wilby          | Reino Unido                     | 2:09.90 | Q                |
| 14   | 4       | 6    | Kazuki Kohinata      | Japão                           | 2:09.92 | Q                |
| 15   | 4       | 8    | Mykyta Koptyelov     | Ucrânia                         | 2:09.94 | Q                |
| 16   | 6       | 0    | Anton Sveinn McKee   | Islândia                        | 2:10.32 | Q                |
| 17   | 4       | 1    | Darragh Greene       | Irlanda                         | 2:10.61 |                  |
| 18   | 5       | 8    | Giedrius Titenis     | Lituânia                        | 2:10.65 |                  |
| 19   | 5       | 0    | Martin Allikvee      | Estónia                         | 2:10.66 |                  |
| 20   | 5       | 7    | Andrius Šidlauskas   | Lituânia                        | 2:10.77 |                  |
| 21   | 5       | 6    | Luca Pizzini         | Itália                          | 2:10.88 |                  |
| 22   | 4       | 7    | Zhang Ruixuan        | China                           | 2:10.89 |                  |
| 23   | 6       | 1    | Maximilian Pilger    | Alemanha                        | 2:11.35 |                  |
| 24   | 3       | 5    | Denis Petrashov      | Quirguistão                     | 2:11.65 | Recorde nacional |
| 25   | 3       | 7    | Lyubomir Epitropov   | Bulgária                        | 2:11.78 | Recorde nacional |
| 26   | 6       | 2    | Aleksandr Palatov    | Rússia                          | 2:12.06 |                  |
| 27   | 5       | 9    | Ilya Shymanovich     | Bielorrússia                    | 2:12.19 |                  |
| 28   | 3       | 4    | Valentin Bayer       | Áustria                         | 2:12.27 |                  |
| 29   | 4       | 0    | Dávid Horváth        | Hungria                         | 2:12.83 |                  |
| 30   | 6       | 9    | Cho Sung-jae         | Coreia do Sul                   | 2:13.48 |                  |
| 31   | 4       | 9    | Berkay-Ömer Öğretir  | Turquia                         | 2:13.62 |                  |
| 32   | 3       | 2    | Alaric Basson        | África do Sul                   | 2:13.73 |                  |
| 33   | 6       | 8    | Matti Mattsson       | Finlândia                       | 2:13.80 |                  |
| 34   | 3       | 1    | Tomáš Klobučník      | Eslováquia                      | 2:13.97 |                  |
| 35   | 2       | 7    | Amro Al-Wir          | Jordânia                        | 2:14.82 | Recorde nacional |
| 36   | 3       | 9    | Phạm Thanh Bào       | Vietname                        | 2:14.90 |                  |
| 37   | 2       | 6    | Cai Bing-rong        | Taipé Chinesa                   | 2:15.18 |                  |
| 38   | 3       | 0    | Christoph Meier      | Liechtenstein                   | 2:15.48 |                  |
| 39   | 2       | 2    | Gabriel Mastromatteo | Canadá                          | 2:15.61 |                  |
| 40   | 3       | 8    | Carlos Mahecha       | Colômbia                        | 2:15.68 |                  |
| 41   | 3       | 6    | Dawid Szwedzki       | Polónia                         | 2:15.91 |                  |
| 42   | 2       | 4    | Daniils Bobrovs      | Letônia                         | 2:17.07 |                  |
| 43   | 2       | 3    | Michael Ng           | Hong Kong                       | 2:17.41 |                  |
| 44   | 2       | 9    | Adriel Sanes         | Ilhas Virgens Americanas        | 2:17.57 |                  |
| 45   | 3       | 3    | Yannick Käser        | Suíça                           | 2:17.79 |                  |
| 46   | 2       | 1    | Taichi Vakasama      | Fiji                            | 2:18.23 |                  |
| 47   | 1       | 3    | Ryan Maskelyne       | Papua-Nova Guiné                | 2:18.64 |                  |
| 48   | 1       | 4    | Liam Davis           | Zimbabwe                        | 2:20.33 |                  |
| 49   | 2       | 8    | Josué Dominguez      | República Dominicana            | 2:23.21 |                  |
| 50   | 2       | 0    | Tasi Limtiaco        | Estados Federados da Micronésia | 2:23.26 |                  |
| 51   | 1       | 5    | Arnoldo Herrera      | Costa Rica                      | 2:25.70 |                  |
| 52   | 1       | 6    | Shuvam Shrestha      | Nepal                           | 2:38.79 |                  |
| 53   | 2       | 5    | Miguel Chávez        | México                          | DSQ     | DSQ              |
| 53   | 5       | 1    | Caio Pumputis        | Brasil                          | DSQ     | DSQ              |

### Semifinal
Esses foram os resultados das semifinais. Foram realizadas no dia 25 de julho com início às 20:44 
Semifinal 1
| Pos. | Raia | Nadador            | Nacionalidade  | Tempo   | Notas |
| ---- | ---- | ------------------ | -------------- | ------- | ----- |
| 1    | 4    | Anton Chupkov      | Rússia         | 2:06.83 | Q     |
| 2    | 6    | Andrew Wilson      | Estados Unidos | 2:07.86 | Q     |
| 3    | 5    | Erik Persso        | Suécia         | 2:08.00 | Q     |
| 4    | 1    | Kazuki Kohinata    | Japão          | 2:08.42 |       |
| 5    | 3    | Ross Murdoch       | Reino Unido    | 2:08.51 |       |
| 6    | 2    | Josh Prenot        | Estados Unidos | 2:08.77 |       |
| 7    | 7    | Qin Haiyang        | China          | 2:09.11 |       |
| 8    | 8    | Anton Sveinn McKee | Islândia       | 2:10.68 |       |

Semifinal 2
| Pos. | Raia | Nadador            | Nacionalidade | Tempo   | Notas            |
| ---- | ---- | ------------------ | ------------- | ------- | ---------------- |
| 1    | 4    | Matthew Wilson     | Austrália     | 2:06.67 | Q, =             |
| 2    | 3    | Zac Stubblety-Cook | Austrália     | 2:07.95 | Q                |
| 3    | 2    | Ippei Watanabe     | Japão         | 2:08.04 | Q                |
| 4    | 7    | Dmitriy Balandin   | Cazaquistão   | 2:08.19 | Q                |
| 5    | 5    | Marco Koch         | Alemanha      | 2:08.28 | Q                |
| 6    | 6    | Arno Kamminga      | Países Baixos | 2:08.48 | Recorde nacional |
| 7    | 1    | James Wilby        | Reino Unido   | 2:08.52 |                  |
| 8    | 8    | Mykyta Koptyelov   | Ucrânia       | 2:09.96 |                  |

### Final
A final foi realizada em 26 de julho às 21:26. 
| Pos.              | Raia | Nadador            | Nacionalidade  | Tempo   | Notas           |
| ----------------- | ---- | ------------------ | -------------- | ------- | --------------- |
| Medalha de ouro   | 5    | Anton Chupkov      | Rússia         | 2:06.12 | Recorde mundial |
| Medalha de prata  | 4    | Matthew Wilson     | Austrália      | 2:06.68 |                 |
| Medalha de bronze | 7    | Ippei Watanabe     | Japão          | 2:06.73 |                 |
| 4                 | 6    | Zac Stubblety-Cook | Austrália      | 2:07.36 |                 |
| 5                 | 8    | Marco Koch         | Alemanha       | 2:07.60 |                 |
| 6                 | 3    | Andrew Wilson      | Estados Unidos | 2:08.10 |                 |
| 7                 | 1    | Dmitriy Balandin   | Cazaquistão    | 2:08.25 |                 |
| 8                 | 2    | Erik Persso        | Suécia         | 2:08.39 |                 |

Legenda
| Recorde mundial       | Recorde mundial (World record)               |                       | Recorde africano                      | Recorde africano (African) |                                           | Q | Classificado por posição (Qualified) |
| Recorde do campeonato | Recorde do campeonato (Championship record)  | Recorde da América    | Recorde da América (Americas)         | q                          | Classificado por melhor tempo (Qualified) |   |                                      |
| Melhor marca do ano   | Melhor marca do ano (World leading)          | Recorde asiático      | Recorde asiático (Asian)              | DNS                        | Não largou (Did not start)                |   |                                      |
| Recorde nacional      | Recorde nacional (National record)           | Recorde europeu       | Recorde europeu (European)            | DNF                        | Não terminou (Did not finish)             |   |                                      |
| Recorde pessoal       | Recorde pessoal do atleta (Personal best)    | Recorde da Oceania    | Recorde da Oceania (Oceania)          | DSQ / DQ                   | Desclassificado (Disqualified)            |   |                                      |
| Recorde da temporada  | Recorde da temporada do atleta (Season best) | Recorde sul-americano | Recorde sul-americano (South America) | NM                         | Sem marca (No mark)                       |   |                                      |